# Кајо
Кајо (фр. Cailhau) насеље је и општина у јужној Француској у региону Лангдок-Русијон, у департману Од која припада префектури Лиму.
По подацима из 2011. године у општини је живело 260 становника, а густина насељености је износила 26,64 становника/km². Општина се простире на површини од 9,76 km². Налази се на средњој надморској висини од 221 метар (максималној 346 m, а минималној 195 m).

## Демографија
| 1962. | 1968. | 1975. | 1982. | 1990. | 1999. | 2011. |
| ----- | ----- | ----- | ----- | ----- | ----- | ----- |
| 265   | 282   | 261   | 251   | 219   | 231   | 260   |

График промене броја становника у току последњих година